# Hadisi Aengari
Hadisi Aengari (ur. 23 października 1988) – piłkarz z Wysp Salomona grający na pozycji obrońcy. Od 2011 roku jest zawodnikiem klubu Solomon Warriors.

## Kariera klubowa
Karierę piłkarską Aengari rozpoczął w klubie Koloale FC. W jego barwach zadebiutował w pierwszej lidze Wysp Salomona. W latach 2008, 2010 i 2011 wywalczył z Koloale trzy tytuły mistrza Wysp Salomona.
W 2011 roku Aengari przeszedł do zespołu Solomon Warriors.

## Kariera reprezentacyjna
W reprezentacji Wysp Salomona Aengari zadebiutował w 2011 roku. W 2012 roku wystąpił w Pucharze Narodów Oceanii 2012. Z Wyspami Salomona zajął czwarte miejsce na tym turnieju. Był na nim podstawowym zawodnikiem swojej reprezentacji.